# Preixens (ort)
Preixens är en ort i Spanien.   Den ligger i provinsen Província de Lleida och regionen Katalonien, i den östra delen av landet, 400 km öster om huvudstaden Madrid. Preixens ligger 317 meter över havet och antalet invånare är 509.
Terrängen runt Preixens är huvudsakligen platt, men åt nordväst är den kuperad. Runt Preixens är det ganska glesbefolkat, med 32 invånare per kvadratkilometer. Närmaste större samhälle är Balaguer, 19,8 km väster om Preixens. Trakten runt Preixens består till största delen av jordbruksmark.